# Пираи-ду-Норти
Пираи-ду-Норти (порт. Piraí do Norte) — муниципалитет в Бразилии, входит в штат Баия. Составная часть мезорегиона Юг штата Баия. Входит в экономико-статистический микрорегион Валенса. Население составляет 20 183 человека на 2006 год. Занимает площадь 227,638 км². Плотность населения — 35,1 чел./км².

## История
Город основан 24 февраля 1989 года.

## Статистика
- Валовой внутренний продукт на 2003 год составляет 14 280 025,00 реалов (данные: Бразильский институт географии и статистики).
- Валовой внутренний продукт на душу населения на 2003 год составляет 1567,51 реалов (данные: Бразильский институт географии и статистики).
- Индекс развития человеческого потенциала на 2000 год составляет 0,605 (данные: Программа развития ООН).